# Imeon Range
Die Imeon Range (englisch; bulgarisch хребет Имеон chrebet Imeon) ist ein 30 km langes und 6,8 km breites Gebirge mit südwest-nordöstlicher Ausrichtung auf Smith Island im Archipel der Südlichen Shetlandinseln. Es ragt zwischen Kap James und Kap Smith auf. Höchste Erhebung mit 2105 m ist der Südgipfel des Mount Foster, den der Neuseeländer Greg Landreth und sein Team am 30. Januar 1996 als Erste bestiegen.
Die bulgarische Kommission für Antarktische Geographische Namen benannte ihn 2006 nach einer unter den Protobulgaren geläufigen Bezeichnung für den Gebirgskomplex aus Hindukusch, Pamir und Tian Shan.